# Bauliste von Schiffen der Perno-Werft
Die Bauliste der Perno-Werft ist eine Auswahl von auf der Perno-Werft gebauten Schiffen.
Die Angaben beziehen sich auf den Zeitpunkt der Ablieferung.
| Bau-Nr. | Ablieferung | IMO-Nr. | Schiffsname              | Schiffstyp                         | BRZ        | Fähigkeit(en) Anmerkungen                                                                                     | Auftraggeber                  | Bild                     |
| ------- | ----------- | ------- | ------------------------ | ---------------------------------- | ---------- | --- | ----------------------------- | ------------------------ |
| 1256    | 1982        | 8013003 | Norlisk                  | Frachtschiff/Eisklasse SA-15       | 18.627 BRZ | [ 1 ] |                               |                          |
| 1259    | 1983        | 8013053 | Kola                     | Frachtschiff/Eisklasse SA-15       | 18.627 BRZ | |                               |                          |
| 1260    | 1983        | 8013041 | Archangelsk              | Frachtschiff/Eisklasse SA-15       | 18.627 BRZ | |                               | [ 2 ]                    |
| 1258    | 1983        | 8013027 | Igarka                   | Frachtschiff/Eisklasse SA-15       | 18.627 BRZ | | [ 3 ]                         |                          |
| 1261    | 1983        | 8013039 | Monchegorsk              | Frachtschiff/Eisklasse SA-15       | 18.627 BRZ | | [ 4 ]                         |                          |
| 1257    | 1983        | 8013015 | Tiksi                    | Frachtschiff/Eisklasse SA-15       | 18.627 BRZ | | [ 5 ]                         |                          |
| 1265    | 1984        | 8119144 | Amderma                  | Frachtschiff/Eisklasse SA-15       | 18.627 BRZ | |                               | [ 6 ]                    |
| 1266    | 1984        | 8119156 | Kandalaksha              | Frachtschiff/Eisklasse SA-15       | 18.627 BRZ | | [ 7 ]                         |                          |
| 1267    | 1984        | 8119168 | Nikel                    | Frachtschiff/Eisklasse SA-15       | 18.663 BRZ | | [ 8 ]                         |                          |
| 1301    | 1991        | 8715259 | Silja Serenade           | Fährschiff                         | 58.376     | | Silja Line                    |                          |
| 1302    | 1989        | 8719188 | Cinderella               | Fährschiff                         | 46.398     | | SF Line                       |                          |
| 1309    | 1991        | 8803769 | Silja Symphony           | Fährschiff                         | 58.377     | | Silja Line                    |                          |
| 1315    | 1992        | 9006253 | Normandie                | Fährschiff                         | 27.541     | | Brittany Ferries              |                          |
| 1323    | 1995        | 9066667 | Crystal Symphony         | Kreuzfahrtschiff                   | 51.044     | | Crystal Cruises               |                          |
| 1330    | 1996        | 9074626 | Mubaraz                  | LNG-Tanker                         | 116.703    | |                               |                          |
| 1331    | 1996        | 9074638 | Mraweh                   | LNG-Tanker                         | 116.703    | |                               |                          |
| 1337    | 1996        | 9112789 | AIDA                     | Kreuzfahrtschiff                   | 38.557     | | Deutsche Seereederei          |                          |
| 1340    | 1998        | 9158434 | Superfast III            | RoPax-Fähre                        | 29.067     | | Superfast Ferries             | Als Spirit of Tasmania   |
| 1341    | 1998        | 9158446 | Superfast IV             | RoPax-Fähre                        | 29.067     | | Superfast Ferries             | Als Spirit of Tasmamia I |
| 1344    | 1999        | 9161716 | Voyager of the Seas      | Kreuzfahrtschiff                   | 138.194    | Bei Ablieferung größtes Passagierschiff der Welt                                                              | Royal Caribbean International |                          |
| 1345    | 2000        | 9161728 | Explorer of the Seas     | Kreuzfahrtschiff                   | 138.194    | | Royal Caribbean International |                          |
| 1346    | 2001        | 9167227 | Adventure of the Seas    | Kreuzfahrtschiff                   | 137.276    | | Royal Caribbean International |                          |
| 1347    | 2002        | 9227508 | Navigator of the Seas    | Kreuzfahrtschiff                   | 139.570    | Bei Ablieferung größtes Passagierschiff der Welt                                                              | Royal Caribbean International |                          |
| 1348    | 2003        | 9227508 | Mariner of the Seas      | Kreuzfahrtschiff                   | 138.297    | | Royal Caribbean International |                          |
| 1351    | 2004        | 9278234 | Color Fantasy            | Fährschiff                         | 75.027     | | Color Line                    |                          |
| 1352    | 2006        | 9304033 | Freedom of the Seas      | Kreuzfahrtschiff                   | 155.889    | Bei Ablieferung größtes Passagierschiff der Welt                                                              | Royal Caribbean International |                          |
| 1353    | 2007        | 9330032 | Liberty of the Seas      | Kreuzfahrtschiff                   | 155.889    | | Royal Caribbean International |                          |
| 1354    | 2008        | 9349681 | Independence of the Seas | Kreuzfahrtschiff                   | 155.889    | | Royal Caribbean International |                          |
| 1355    | 2007        | 9349863 | Color Magic              | Fährschiff                         | 75.156     | Die Endausrüstung erfolgte in Rauma                                                                           | Color Line                    |                          |
| 1363    | 2009        | 9383936 | Oasis of the Seas        | Kreuzfahrtschiff                   | 225.282    | Bei Ablieferung größtes Passagierschiff der Welt                                                              | Royal Caribbean International |                          |
| 1364    | 2010        | 9383948 | Allure of the Seas       | Kreuzfahrtschiff                   | 225.282    | | Royal Caribbean International |                          |
| 1376    | 2013        | 9606900 | Viking Grace             | Fährschiff                         | 57.565     | | Viking Line                   |                          |
| 1383    | 2014        | 9641730 | Mein Schiff 3            | Kreuzfahrtschiff                   | 99.526     | | TUI Cruises                   |                          |
| 1384    | 2015        | 9678408 | Mein Schiff 4            | Kreuzfahrtschiff                   | 99.526     | | TUI Cruises                   |                          |
| 1389    | 2016        | 9753193 | Mein Schiff 5            | Kreuzfahrtschiff                   | 98.785     | | TUI Cruises                   |                          |
| 1390    | 2017        | 9753208 | Mein Schiff 6            | Kreuzfahrtschiff                   | 98.811     | | TUI Cruises                   |                          |
| 1391    | 2017        | 9773064 | Megastar                 | Fährschiff                         | 49.134     | | Tallink                       |                          |
| 1392    | 2018        | 9783564 | Mein Schiff 1            | Kreuzfahrtschiff                   | 111.554    | | TUI Cruises                   |                          |
| 1393    | 2019        | 9783576 | Mein Schiff 2            | Kreuzfahrtschiff                   | 111.554    | | TUI Cruises                   |                          |
| 1394    | 2019        | 9781889 | Costa Smeralda           | Kreuzfahrtschiff Excellence-Klasse | 185.010    | 2.500 Kabinen / 6.600 Passagiere, LNG-Antrieb                                                                 | Costa Crociere                |                          |
| 1395    | 2021        | 9781891 | Costa Toscana            | Kreuzfahrtschiff Excellence-Klasse | ~ 183.200  | 2500 Kabinen / 6600 Passagiere, LNG-Antrieb                                                                   | Costa Crociere                |                          |
| 1396    | 2020        | 9837444 | Mardi Gras               | Kreuzfahrtschiff XL-Klasse         | 181.808    | 5.200 Passagiere, LNG-Antrieb                                                                                 | Carnival Cruise Line          |                          |
| 1397    | 2022        | 9837456 | Carnival Celebration     | Kreuzfahrtschiff XL-Klasse         | 183.521    | 5200 Passagiere, LNG-Antrieb                                                                                  | Carnival Cruise Line          |                          |
| 1400    | 2023        | 9829930 | Icon of the Seas         | Kreuzfahrtschiff (Icon-Klasse)     | 248.663    | bis zu 7600 Gäste und 2350 Besatzungsmitglieder, LNG-Antrieb Bei Ablieferung größtes Passagierschiff der Welt | Royal Caribbean International |                          |
| 1401    | 2025        | 9829942 | Star of the Seas         | Kreuzfahrtschiff (Icon-Klasse)     | 248.663    | | Royal Caribbean International |                          |
| 1404    | 2024        | 9851189 | Mein Schiff 7            | Kreuzfahrtschiff                   | 112.982    | rund 2894 Passagiere                                                                                          | TUI Cruises                   |                          |